# 陳麗玲
陳麗玲（1969年7月27日—），中華民國政治人物，生於臺灣桃園縣；23歲考取律師執照。

## 從政
1996年曾代表新黨於桃園縣第四選區（蘆竹鄉、大園鄉、觀音鄉、新屋鄉）參選國民大會代表，得票僅一成多，未當選。
2004年獲中國國民黨和新黨共同提名參選立法委員，再度落選，以6,683票之差輸給吊車尾當選連任的台灣團結聯盟立委黃宗源。
2005年經桃園縣縣長朱立倫延攬，開始服務於桃園縣政府至2009年底，歷任觀光行銷局局長、農業發展局局長及環境保護局局長。
2009年10月，因為桃園縣第二選區立法委員廖正井涉嫌賄選被臺灣高等法院判決當選無效定讞，國民黨於補選舉行前40多天臨時徵召新黨背景的陳麗玲參選2010年1月的補選，終以16,644票之差敗給捲土重來的民主進步黨前立委郭榮宗，且選區四鄉鎮全輸，僅偏藍的楊梅鎮得票較高。
2012年、2016年、2020年及2024年獲新黨提名參與不分區立委選舉，最終因為政黨得票率分別為1.49%、4.18%及1.04%，未能超越5%門檻，在第六（桃園縣選區、國新共推）、七（桃園縣第二選區補選、國新共推）、八（新黨不分區第5名）、九（新黨不分區第5名）、十（新黨不分區第2名）、十一（新黨不分區第6名）屆立委選舉中不幸六連敗。
2019年9月17日，獲新黨推薦參與2020年中華民國總統選舉副總統選舉連署，但最後未送連署書而無緣代表新黨競逐總統大位。11月，改列新黨不分區第2名的安全名單邊緣，但仍未當選。

## 選舉紀錄
| 年度 | 選舉屆數               | 選舉區                                 | 所屬政黨   | 得票數  | 得票率 | 當選標記 | 備註 |
| ---- | ---------------------- | -------------------------------------- | ---------- | ------- | ------ | -------- | ---- |
| 1996 | 第三屆國民大會代表選舉 | 桃園縣第四選區                         | 新黨       | 19,770  | 16.89% |          |      |
| 2004 | 第六屆立法委員選舉     | 桃園縣選舉區                           | 中國國民黨 | 25,394  | 3.45%  |          |      |
| 2010 | 第七屆立法委員補選     | 桃園縣第二選舉區                       | 中國國民黨 | 36,989  | 40.04% |          |      |
| 2012 | 第八屆立法委員選舉     | 全國不分區及僑居國外國民立法委員選舉區 | 新黨       | 195,960 | 1.48%  | 排名第五 |      |
| 2016 | 第九屆立法委員選舉     | 全國不分區及僑居國外國民立法委員選舉區 | 新黨       | 510,074 | 4.18%  | 排名第五 |      |
| 2020 | 第十屆立法委員選舉     | 全國不分區及僑居國外國民立法委員選舉區 | 新黨       | 147,373 | 1.04%  | 排名第二 |      |
| 2024 | 第十一屆立法委員選舉   | 全國不分區及僑居國外國民立法委員選舉區 | 新黨       | 40,551  | 14.88% | 排名第六 |      |

## 主張
針對潘曉穎命案，陳麗玲則在臉書表示，可先讓陳同佳去中國大陸自首，然後由兩岸司法互助程序，在一中框架下協商移交陳同佳。

## 外部連結
- 桃園縣政府環境保護局
- 陳麗玲律師網誌 （页面存档备份，存于）